# Sovrani della Malaysia
Lo Yang di-Pertuan Agong (in Jawi: يڠدڤرتوان اݢوڠ) è il capo di Stato monarchico della Malaysia. L'ufficio è stato istituito nel 1957, quando la Federazione della Malesia ha ottenuto l'indipendenza dal Regno Unito. La Malaysia è una monarchia parlamentare con un monarca eletto come capo di Stato ogni 5 anni. Lo Yang di-Pertuan Agong è uno dei pochi sovrani eletti in tutto il mondo. La sua consorte assume il titolo di Raja Permaisuri Agong.
Nella monarchia parlamentare della Malaysia, lo Yang di-Pertuan Agong ha ampi poteri all'interno della costituzione. Questa prevede che il potere esecutivo del governo federale spetti allo Yang di-Pertuan Agong che lo esercita su consiglio del Consiglio federale dei ministri. Quest'ultimo è presieduto dal primo ministro, nominato dallo Yang di-Pertuan Agong tra i membri eletti del Parlamento. Per questa scelta, lo Yang di-Pertuan Agong ha poteri discrezionali e può scegliere chi vuole non essendo vincolato dalla decisione del premier uscente se nessun partito ha la maggioranza assoluta (articolo 40).
Nonostante ciò, non ha il potere di esonerare il primo ministro. Egli può anche respingere o rifiutare il consenso a una richiesta di scioglimento del Parlamento (articolo 40). Può sospendere o sciogliere il Parlamento (articolo 55), ma solo su richiesta del premier (articolo 43). Egli può rifiutare qualsiasi nuova legge o modifica alle leggi esistenti, ma se lui nega ulteriormente il consenso, verrà automaticamente convertita in legge dopo 30 giorni dalla presentazione iniziale (articolo 66).
Il 27 ottobre 2023 la Conferenza dei governanti ha eletto il sultano Ibrahim Iskandar di Johor che è entrato in carica e ha pronunciato il giuramento di rito il 31 gennaio 2024.

## Titolo
Il titolo completo in malese è Seri Paduka Baginda Yang di-Pertuan Agong, che potrebbe essere tradotto in italiano come "Sua Maestà, Colui che è stato fatto Signore Supremo".
Una traduzione letterale italiana per "Yang di-Pertuan Agong" è "Colui che è stato fatto Signore Supremo". Altri termini italiani usati in genere nei media e tra i privati includono "Re", "Re Supremo", "Grande Re", "Supremo Regnante", "Supremo Capo dello Stato", "Capo Supremo della Federazione" e "Supremo Capo di Stato della Federazione".
Nei passaporti malesi creati prima della riprogettazione del 2010, nella versione inglese della nota era usato il titolo "Capo Supremo della Malesia". Dal momento dell'emissione dei passaporti elettronici ICAO il titolo è tradotto in "Sua Maestà il Yang di-Pertuan Agong della Malesia".

## Storia

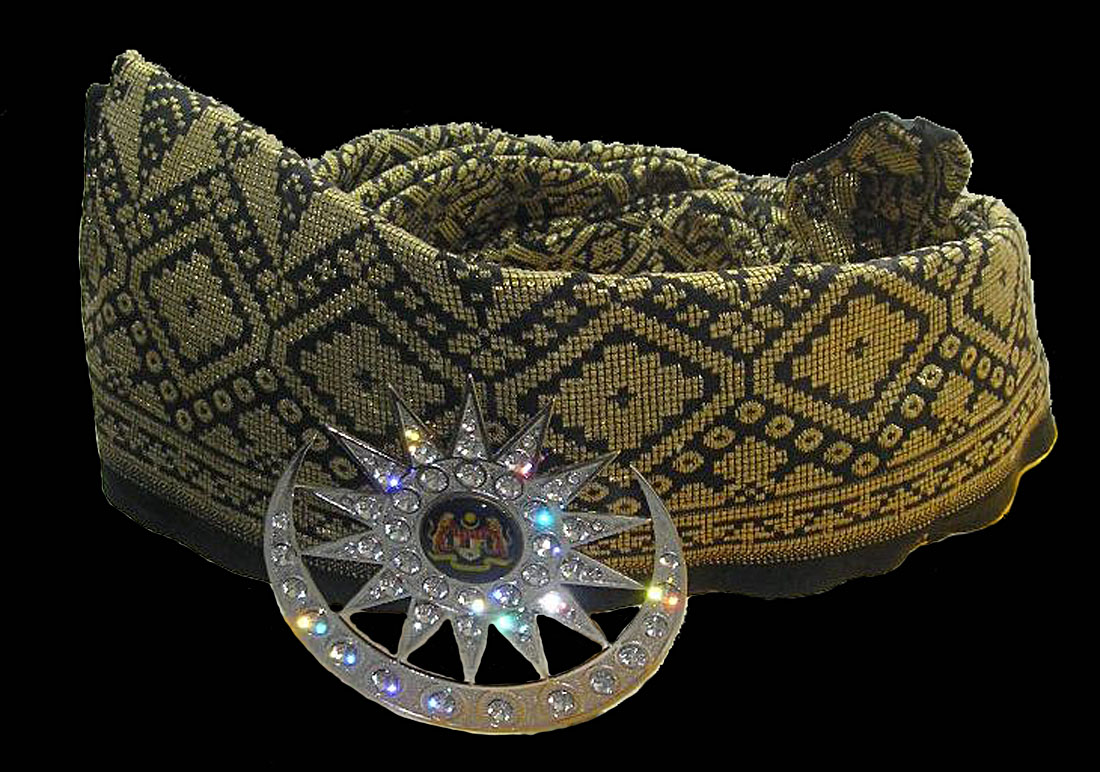
Replica del Tengkolok Diraja (copricapo reale), parte dei regalia della Malesia. Si tratta di un songket in tessuto nero ricamato in fili d'oro, avvolta nel Dendam Tak Sudah.

Nell'agosto del 1957 dopo aver rifiutato il titolo suggerito di Yang di-Pertuan Besar a favore di Yang di-Pertuan Agong, la Conferenza dei governanti si riunì per eleggere il primo titolare della carica. Per anzianità, il primo in linea era il maggiore generale Ibrahim di Johor, sultano di Johor dal 1895, ma rifiutò a causa dell'età avanzata. La candidatura del successivo in linea, Abu Bakar di Pahang, sultano di Pahang dal 1932, venne respinta cinque volte dai colleghi elettori, non essendo stati raccolti i voti necessari. Il terzo, Abdul Rahman di Negeri Sembilan, sovrano del suo paese dal 1933, fu eletto per otto voti contro uno.

## Elenco
| Nº | Nome                              | Immagine | Data inizio       | Data fine                           | Stato           |
| -- | --------------------------------- | -------- | ----------------- | ----------------------------------- | --------------- |
| 1  | Abdul Rahman di Negeri Sembilan   |          | 31 agosto 1957    | 1º aprile 1960 (morto in carica)    | Negeri Sembilan |
| 2  | Hisamuddin di Selangor            |          | 14 aprile 1960    | 1º settembre 1960 (morto in carica) | Selangor        |
| 3  | Putra di Perlis                   |          | 21 settembre 1960 | 20 settembre 1965                   | Perlis          |
| 4  | Ismail Nasiruddin di Terengganu   |          | 21 settembre 1965 | 20 settembre 1970                   | Terengganu      |
| 5  | Abdul Halim di Kedah              |          | 21 settembre 1970 | 20 settembre 1975                   | Kedah           |
| 6  | Yahya Petra di Kelantan           |          | 21 settembre 1975 | 29 marzo 1979 (morto in carica)     | Kelantan        |
| 7  | Ahmad Shah di Pahang              |          | 26 aprile 1979    | 25 aprile 1984                      | Pahang          |
| 8  | Iskandar di Johor                 |          | 26 aprile 1984    | 25 aprile 1989                      | Johor           |
| 9  | Azlan Shah di Perak               |          | 26 aprile 1989    | 25 aprile 1994                      | Perak           |
| 10 | Jaafar di Negeri Sembilan         |          | 26 aprile 1994    | 25 aprile 1999                      | Negeri Sembilan |
| 11 | Salahuddin di Selangor            |          | 26 aprile 1999    | 21 novembre 2001 (morto in carica)  | Selangor        |
| 12 | Tuanku Syed Sirajuddin            |          | 13 dicembre 2001  | 12 dicembre 2006                    | Perlis          |
| 13 | Mizan Zainal Abidin di Terengganu |          | 13 dicembre 2006  | 12 dicembre 2011                    | Terengganu      |
| 14 | Abdul Halim di Kedah              |          | 13 dicembre 2011  | 12 dicembre 2016                    | Kedah           |
| 15 | Muhammad V di Kelantan            |          | 13 dicembre 2016  | 6 gennaio 2019 (abdica)             | Kelantan        |
| 16 | Abdullah di Pahang                |          | 31 gennaio 2019   | 30 gennaio 2024                     | Pahang          |
| 17 | Ibrahim Iskandar di Johor         |          | 31 gennaio 2024   | in carica                           | Johor           |

## Elezione

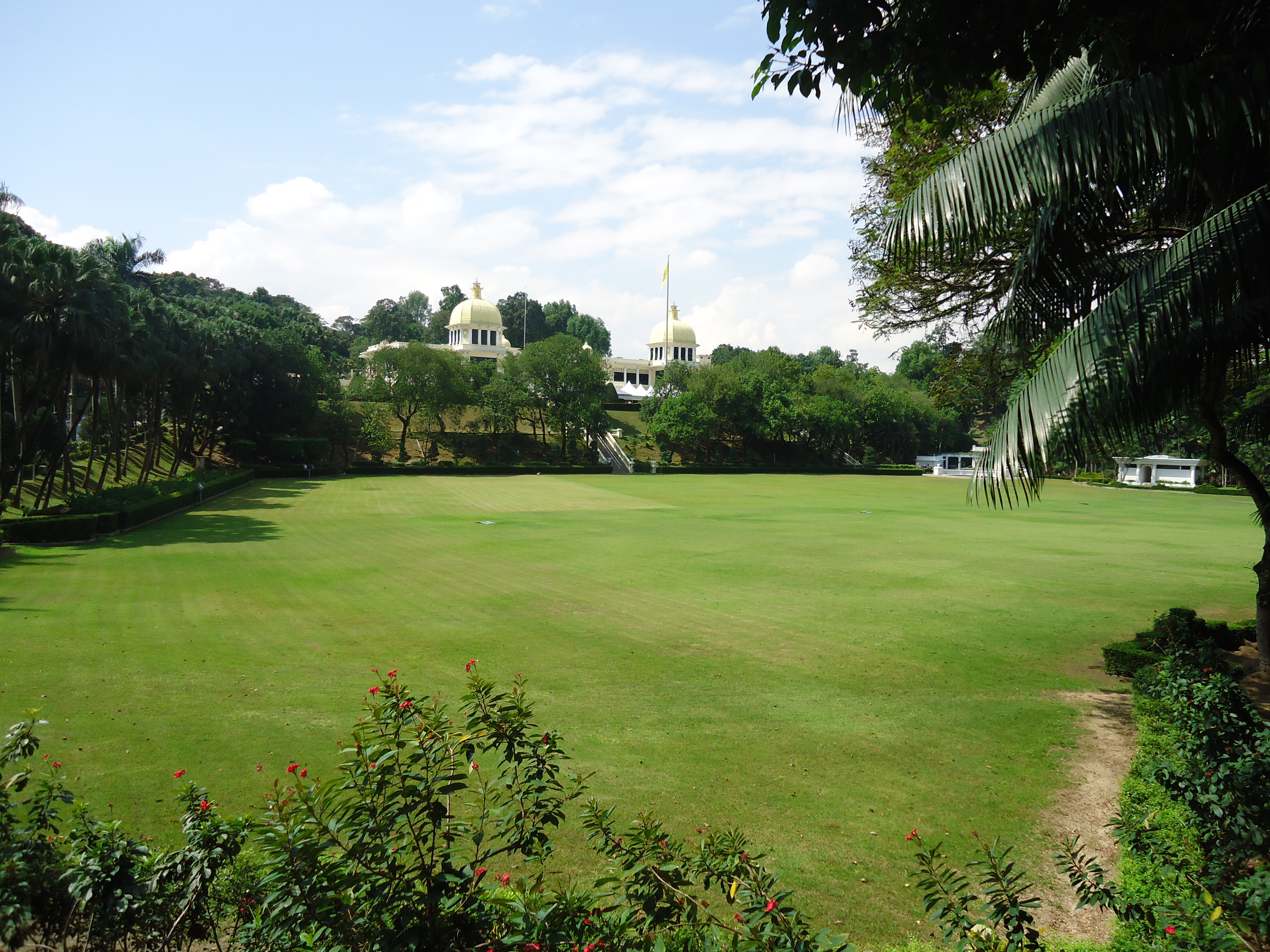
Il parco dell'Istana Negara a Jalan Istana, residenza ufficiale del Yang di-Pertuan Agong dal 1957 al 2011. Oggi il sovrano risiede nel nuovo Istana Negara a Jalan Duta.

Lo Yang di-Pertuan Agong viene eletto formalmente per un mandato di cinque anni da e tra i nove sovrani monarchici degli stati malesi, che formano la Conferenza dei governanti (Majlis Raja-raja). Dopo che un regnante ha servito come Yang di-Pertuan Agong, non può candidarsi alle elezioni fino a quando tutti i governanti degli altri Stati non sono stati eletti.
In caso di vacanza dell'ufficio (per morte, dimissioni, o deposizione a maggioranza dei sovrani), la Conferenza dei governanti elegge un nuovo Yang di-Pertuan Agong come se il termine precedente fosse scaduto. Il nuovo Yang di-Pertuan Agong è eletto per un mandato completo di cinque anni. Dopo la scadenza del suo mandato, la Conferenza tiene una nuova elezione, in cui l'ultimo non può essere rieletto.
La posizione di fatto ruota tra i nove monarchi. La scelta dello Yang di-Pertuan Agong inizialmente ha seguito un ordine basato sull'anzianità calcolata in base alla lunghezza del regno. La Conferenza dei governanti, che ha il potere di squalificare un candidato, a volte ha variato l'ordine di anzianità originale, come indicato in precedenza. I minorenni sono automaticamente esclusi dalla carica.
La Conferenza dei governanti si riunisce regolarmente dal 1897 e comprende anche i quattro governatori degli Stati non monarchici (Yang di-Pertua Negeri), ma solo i governanti reali sono autorizzati al voto attivo e passivo nell'elezione dello Yang di-Pertuan Agong.

### Qualifiche
- Solo un regnante reale può essere eletto;
- solo i regnanti reali possono votare.

La Costituzione prevede che un sovrano non è eleggibile a Yang di-Pertuan Agong se:
- è minorenne;
- ha notificato al Custode del sigillo dei governanti che non vuole essere eletto.
- la Conferenza dei governanti, con voto a scrutinio segreto, stabilisce che il sovrano non è adatto a causa di debolezza di mente o di corpo, o per qualsiasi altra causa, di esercitare le funzioni di Yang di-Pertuan Agong. La risoluzione richiede almeno cinque voti a favore di essa.

### Procedure elettorali

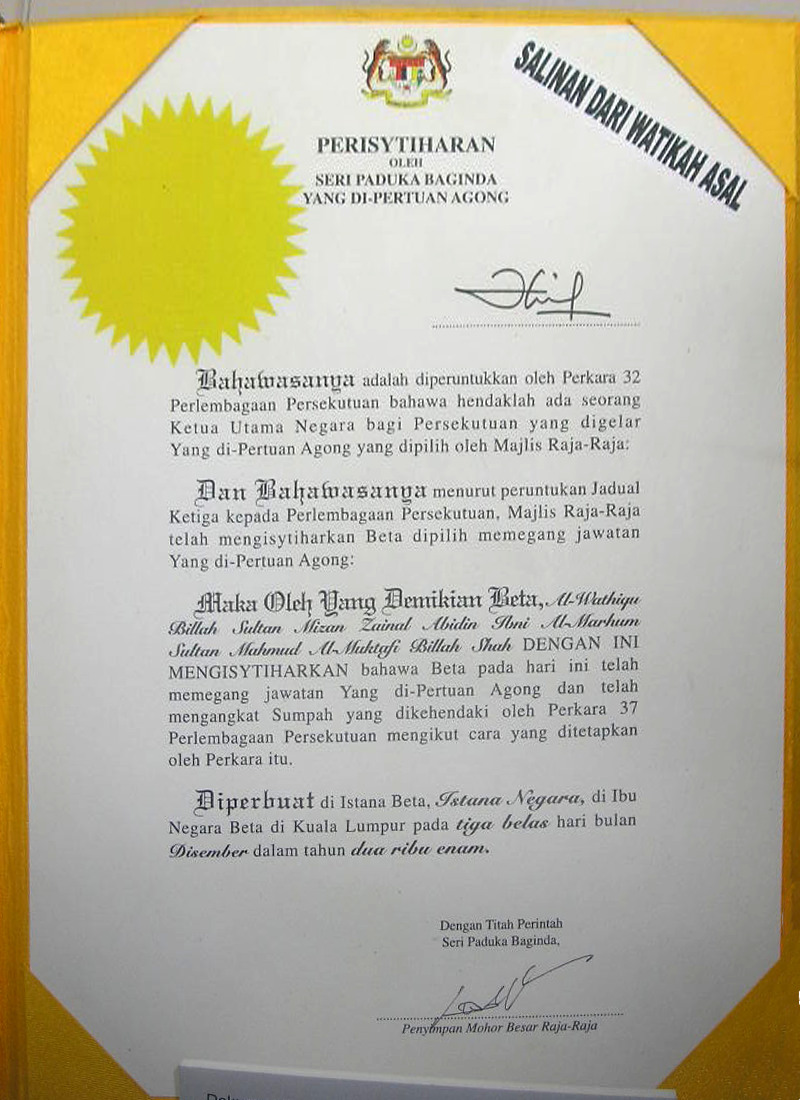
Lettera di nomina di Sua Maestà, il XIII Yang di-Pertuan Agong Mizan Zainal Abidin di Terengganu. Per gentile concessione dell'ufficio del Custode del sigillo dei governanti.

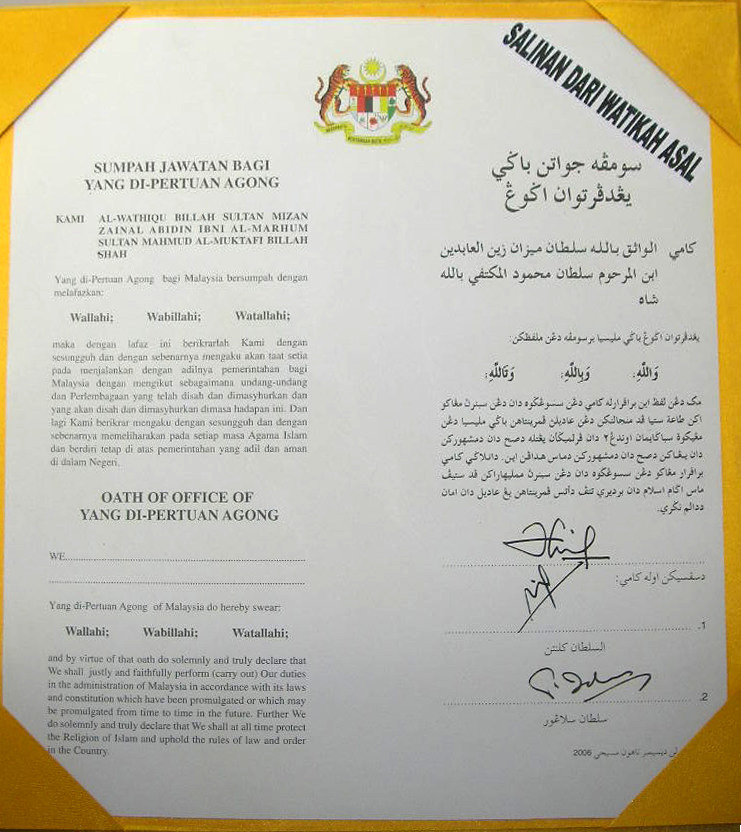
Giuramento di Sua Maestà, il XIII Yang di-Pertuan Agong Mizan Zainal Abidin di Terengganu. Per gentile concessione dell'ufficio del Custode del sigillo dei governanti.

Un sovrano può delegare un altro monarca a votare a suo nome, se non è in grado di partecipare alla riunione elettorale.
Durante il processo elettorale, il Custode del sigillo dei governanti distribuisce la scheda elettorale recante il nome di un candidato. Ogni sovrano è invitato a indicare se il candidato è idoneo o meno per essere eletto come Yang di-Pertuan Agong.
Il più giovane monarca, che non è indicato come candidato per la carica di Yang di-Pertuan Agong, ha il compito di contare le schede con il Custode del sigillo dei governanti.
Il candidato deve aver ottenuto la maggioranza di cinque voti prima che il sovrano che presiede la riunione elettorale gli offra la carica di Yang di-Pertuan Agong. Se il candidato vincitore declina l'offerta o se il sovrano nominato non riesce a raggiungere il quorum richiesto, il processo di voto è ripetuto con la nomina del secondo sovrano più anziano nell'ordine.
Il processo è completato solo dopo che il sovrano ha accettato l'offerta della carica di Yang di-Pertuan Agong. La conferenza dichiara il sovrano come Yang di-Pertuan Agong in carica per un periodo di cinque anni. Le schede vengono distrutte alla presenza dei monarchi, non appena il risultato delle elezioni è stato annunciato.
Al momento di assumere la carica di Yang di-Pertuan Agong, egli nomina un reggente per la durata del suo mandato di cinque anni per lo stato che egli governa. Di solito, ma non sempre, il reggente è un parente stretto. Questi funge da capo di Stato nel paese in ogni ruolo tranne che di capo dell'Islam, che viene mantenuto dallo Yang di-Pertuan Agong.

### Ordine di anzianità dei sovrani
Dopo il primo ciclo di nove Yang di-Pertuan Agong (1957-1994), l'ordine tra i governanti statali ammissibili ha seguito l'ordine stabilito da tale ciclo, vale a dire:
- lo Yang di-Pertuan Besar (o Yamtuan Besar) di Negeri Sembilan (a sua volta una monarchia elettiva);
- il sultano di Selangor;
- il raja di Perlis;
- il sultano di Terengganu;
- il sultano di Kedah;
- il sultano di Kelantan;
- il sultano di Pahang;
- il sultano di Johor;
- il sultano di Perak.

Questo ciclo è stato originariamente creato sulla base dell'anzianità. Tuttavia, gli attuali governanti sono chiamati secondo il ciclo, indipendentemente dal fatto di chi sia attualmente il più anziano. Dal momento dell'indipendenza, questo ordine è sempre stato rispettato. Tuttavia, l'ordine non è un precedente e l'elezione alla carica di Yang di-Pertuan Agong è a piacere della Conferenza dei governanti. Essendo una monarchia elettiva, non esiste una linea di successione al trono.
Quattro degli stati della Malesia non hanno governanti reali ereditari. Si tratta di Penang e Malacca, nella penisola malese, e Sabah e Sarawak, sui territori insulari della Malaysia Orientale. Questi quattro stati, insieme ai tre territori federali della Malesia, non sono coinvolti nell'elezione dello Yang di-Pertuan Agong.

## Timbalan Yang di-Pertuan Agong

Stendardo del Timbalan Yang di-Pertuan Agong.

Il Timbalan Yang di-Pertuan Agong (Vice Yang di-Pertuan Agong) viene eletto con lo stesso processo e subito dopo lo Yang di-Pertuan Agong. L'ufficio è di solito (ma non sempre) mantenuto dal sovrano successivo nella linea di anzianità. Il Timbalan Yang di-Pertuan Agong esercita le funzioni di capo di Stato durante l'assenza, o l'incapacità dello Yang di-Pertuan di Agong di esercitare le sue funzioni a causa di malattia o infermità (simile ad un reggente in altri paesi).
Il Timbalan Yang di-Pertuan Agong non succede automaticamente alla carica di Yang di-Pertuan Agong quando l'ufficio diviene vacante. Il Timbalan Yang di-Pertuan Agong funge da capo di Stato ad interim prima dell'elezione dei nuovi Yang di-Pertuan Agong e Timbalan Yang di-Pertuan Agong.
Dal 13 dicembre 2016 Timbalan Yang di-Pertuan Agong è il sultano Nazrin Shah di Perak, rieletto il 31 gennaio 2019.

### Elenco
| N.  | Nome                                          | Data inizio       | Data fine         | Stato           |
| --- | --------------------------------------------- | ----------------- | ----------------- | --------------- |
| 1   | Hisamuddin di Selangor                        | 31 agosto 1957    | 1º aprile 1960    | Selangor        |
| 2   | Putra di Perlis                               | 14 aprile 1960    | 1º settembre 1960 | Perlis          |
| 3   | Ismail Nasiruddin di Terengganu               | 21 settembre 1960 | 20 settembre 1965 | Terengganu      |
| 4   | Abdul Halim di Kedah 1ª elezione              | 21 settembre 1965 | 20 settembre 1970 | Kedah           |
| 5   | Yahya Petra di Kelantan                       | 21 settembre 1970 | 20 settembre 1975 | Kelantan        |
| 6   | Ahmad Shah di Pahang                          | 21 settembre 1975 | 29 marzo 1979     | Pahang          |
| 7   | Iskandar di Johor                             | 26 aprile 1979    | 25 aprile 1984    | Johor           |
| 8   | Azlan Shah di Perak                           | 26 aprile 1984    | 25 aprile 1989    | Perak           |
| 9   | Jaafar di Negeri Sembilan                     | 26 aprile 1989    | 25 aprile 1994    | Negeri Sembilan |
| 10  | Salahuddin di Selangor                        | 26 aprile 1994    | 25 aprile 1999    | Selangor        |
| 11  | Mizan Zainal Abidin di Terengganu 1ª elezione | 26 aprile 1999    | 12 dicembre 2001  | Terengganu      |
| 11  | Mizan Zainal Abidin di Terengganu 2ª elezione | 13 dicembre 2001  | 12 dicembre 2006  | Terengganu      |
| (4) | Abdul Halim di Kedah 2ª elezione              | 13 dicembre 2006  | 12 dicembre 2011  | Kedah           |
| 12  | Muhammad V di Kelantan                        | 13 dicembre 2011  | 12 dicembre 2016  | Kelantan        |
| 13  | Nazrin Shah di Perak 1ª elezione              | 13 dicembre 2016  | 31 gennaio 2019   | Perak           |
| 13  | Nazrin Shah di Perak 2ª elezione              | 31 gennaio 2019   | 31 gennaio 2024   | Perak           |
| 13  | Nazrin Shah di Perak 3ª elezione              | 31 gennaio 2024   | in carica         | Perak           |

## Ruoli
Il ruolo dello Yang di-Pertuan Agong è quella di un monarca costituzionale. La Costituzione federale e gli atti parlamentari sono effettuati in conformità con essa e definiscono l'estensione dei suoi poteri come capo federale dello Stato. Il potere esecutivo del governo federale è investito in lui.
I poteri del monarca sono sostanzialmente divisi in due grandi categorie:
- i poteri che esercita su consiglio del Primo ministro, di un ministro, del Governo, della Conferenza dei regnanti, o di qualche altra istituzione ufficiale; e
- i poteri che esercita a sua discrezione (senza il consenso di qualsiasi altra autorità).

I poteri discrezionali dello Yang di-Pertuan Agong si riferiscono principalmente alla nomina del Presidente del Consiglio dei Ministri, al potere di sciogliere il Parlamento, e di convocare gli incontri della Conferenza dei governanti. Secondo il sistema Westminster, lo Yang di-Pertuan Agong nomina un Primo ministro che comanderà la fiducia della maggioranza della camera bassa eletta del Parlamento, il Dewan Rakyat. Qualora il Primo ministro sia o divenga inaccettabile, può essere costretto da un voto di sfiducia a chiedere allo Yang di-Pertuan Agong di sciogliere il Parlamento o di rifiutare di sciogliere il Parlamento e di nominare qualcun altro Primo ministro. Convenzionalmente, il premier è il leader del partito con la maggioranza in Parlamento. Dopo l'indipendenza nel 1957, questo è stato sempre il Barisan Nasional (Fronte Nazionale, precedentemente noto come l'Alleanza).
Lo Yang di-Pertuan Agong rinnova la nomina di un Primo ministro dopo ogni elezione generale fino a quando questo decide di dimettersi. Ogni volta che il premier decide di sciogliere il Parlamento, si convoca un'elezione generale. Lo Yang di-Pertuan Agong può scegliere di rifiutare la richiesta di un Primo ministro di sciogliere il Parlamento, essendo questo uno dei suoi poteri discrezionali.

### Residenza
La residenza ufficiale dello Yang di-Pertuan Agong è l'Istana Negara (Palazzo Nazionale) che si trova nella municipalità di Jalan Duta nella capitale federale Kuala Lumpur. La sua costruzione è stata completata nel 2011. Il vecchio Istana Negara è sede del museo reale. Altra residenza è l'Istana Melawati, situato nella capitale amministrativa federale di Putrajaya. Questo è il luogo delle riunioni della Conferenza dei regnanti che elegge lo Yang di-Pertuan Agong.

### Nomine
Lo Yang di-Pertuan Agong nomina numerosi titolari di alto rango di uffici della Federazione secondo i termini stabiliti dalla Costituzione e vari atti approvati dal Parlamento. La Costituzione ha stabilito le procedure per tali nomine.

#### Consiglio dei ministri (gabinetto)
- Il Primo ministro come Presidente del Consiglio dei Ministri, a sua discrezione tra i membri eletti della Camera dei rappresentanti, di solito il leader del partito o della coalizione di maggioranza.
- Il Vice Primo ministro, i ministri e i vice ministri, su consiglio del Primo ministro.
- Il Segretario in capo al governo, segretario del Consiglio dei Ministri, su consiglio del Primo Ministro.

#### Commissioni e comitati
- La Commissione elettorale, su consiglio della Conferenza dei governanti.
- La Commissione giudiziaria e del servizio giuridico, previa consultazione con il Giudice Capo.
- La Commissione del servizio pubblico malese a sua discrezione, dopo aver considerato il parere del Primo ministro e previa consultazione con la Conferenza dei governanti.

#### Giudici
- Il Giudice Capo della Malesia, su consiglio del Primo ministro e della Conferenza dei governanti.
- Il Giudice Capo di Malaya, su consiglio del Primo ministro e della Conferenza dei governanti.
- Il Giudice Capo di Sabah e Sarawak, su consiglio del Primo ministro e della Conferenza dei governanti.

#### Senatori
Lo Yang di-Pertuan Agong nomina 44 membri del Dewan Negara, il senato malese.

#### Governatori statali
Lo Yang di-Pertuan Agong nomina gli Yang di-Pertua Negeri (governatori), degli stati di Penang, Malacca, Sabah e Sarawak, a sua discrezione, dopo aver considerato il parere del Primo ministro dello Stato.
Lo Yang di-Pertuan Agong nomina anche il Sindaco e il Consiglio comunale di Kuala Lumpur, che è un territorio federale.

### Capo dell'Islam
Inoltre, lo Yang di-Pertuan Agong è il capo dell'Islam nei quattro stati non monarchici, nei tre territori federali, così come nel proprio stato. In questo ruolo, egli è consigliato dal Consiglio per gli affari islamici dello Stato di ciascuno dei paesi.
Lo Yang di-Pertuan Agong nomina il presidente e i membri di ogni consiglio. Nomina anche il muftī statale di ciascuno di questi stati. C'è un unico Consiglio per gli affari islamici competente per i tre territori federali. Anche questo consiglio è anche nominato dallo Yang di-Pertuan Agong.

### Funzioni di Comandante in capo
Ai sensi dell'articolo 41 della Costituzione federale, lo Yang di-Pertuan Agong è il Comandante in capo delle forze armate della Federazione. Come tale, egli è l'ufficiale più alto in grado nella catena di comando militare.
Come Comandante Supremo delle Forze Armate malesi, nomina il Capo di Stato Maggiore delle Forze Armate, su suggerimento del Consiglio delle Forze Armate. Egli nomina anche i capi dei servizi di ciascuno dei tre rami delle forze militari.

### Compleanno del re
Il primo sabato del mese di giugno ogni anno è fissato per legge come data di nascita ufficiale dello Yang di-Pertuan Agong. Questa ricorrenza viene festeggiata con varie attività in tutta la nazione anche se le celebrazioni a Kuala Lumpur sono i punti salienti delle festività nazionali.

### Borsa di studio Yang di-Pertuan Agong
Nel novembre del 2006, il 10° Yang di-Pertuan Agong ha assegnato, per la prima volta, la borsa di studio Yang di-Pertuan Agong a dieci studenti meritevoli di proseguire gli studi nelle più prestigiose università del mondo. L'assegnazione delle borse di studio si è tenuta presso l'Istana Negara in concomitanza con le celebrazioni del Giorno dell'Indipendenza e della conferenza del Conferenza dei governanti.

## Immunità
Nel 1993, gli emendamenti alla Costituzione malese hanno rimosso l'immunità legale dello Yang di-Pertuan Agong e dei regnanti a titolo personale. È stato istituito un tribunale speciale (Makhamah Khas Raja-raja) per agire civilmente e penalmente contro un regnante con l'approvazione del Procuratore Generale. Il diritto di citare in giudizio un sovrano è limitato ai cittadini malesi a seguito di un precedente. Il Tribunale speciale ha giurisdizione anche nei Paesi in cui un sovrano avvia azioni legali contro qualsiasi parte.
Quando un regnante è accusato di un reato presso Tribunale speciale, egli è tenuto a interrompere l'esercizio delle funzioni di sovrano. Nel caso che un monarca sia condannato al carcere per più di un giorno, egli cesserà di essere sovrano a meno che non gli venga concesso un perdono gratuito.
Lo Yang di-Pertuan Agong o qualsiasi governante non può perdonare se stesso o la sua famiglia. In ogni caso, questi possono chiedere clemenza alla Conferenza dei regnanti.
Lo Yang di-Pertuan Agong non può essere citato in giudizio per le azioni fatte nell'esercizio delle sue funzioni ufficiali. Eventuali reclami possono essere fatti contro il governo federale.

## Stendardo reale

Stendardo dello Yang di-Pertuan Agong.

Lo stendardo reale dello Yang di-Pertuan Agong è di colore giallo con lo stemma della Malaysia al centro, circondato da una corona di riso. Lo stesso vale per gli stendardi reali della Raja Permaisuri Agong e del Timbalan Yang di-Pertuan Agong, anche se i disegni sono diversi. Quello della Raja Permaisuri Agong è di colore verde, con lo stemma al centro circondato dalla corona riso. Quello del Timbalan Yang di-Pertuan Agong è bicolore, giallo nella parte superiore e blu in quella inferiore, con lo stemma al centro (senza la corona di riso) e al di sotto il titolo dell'ufficio.

## Stile regale
- Malese: Tuanku (letteralmente 'Mio Signore')